# Barentssekretariatet

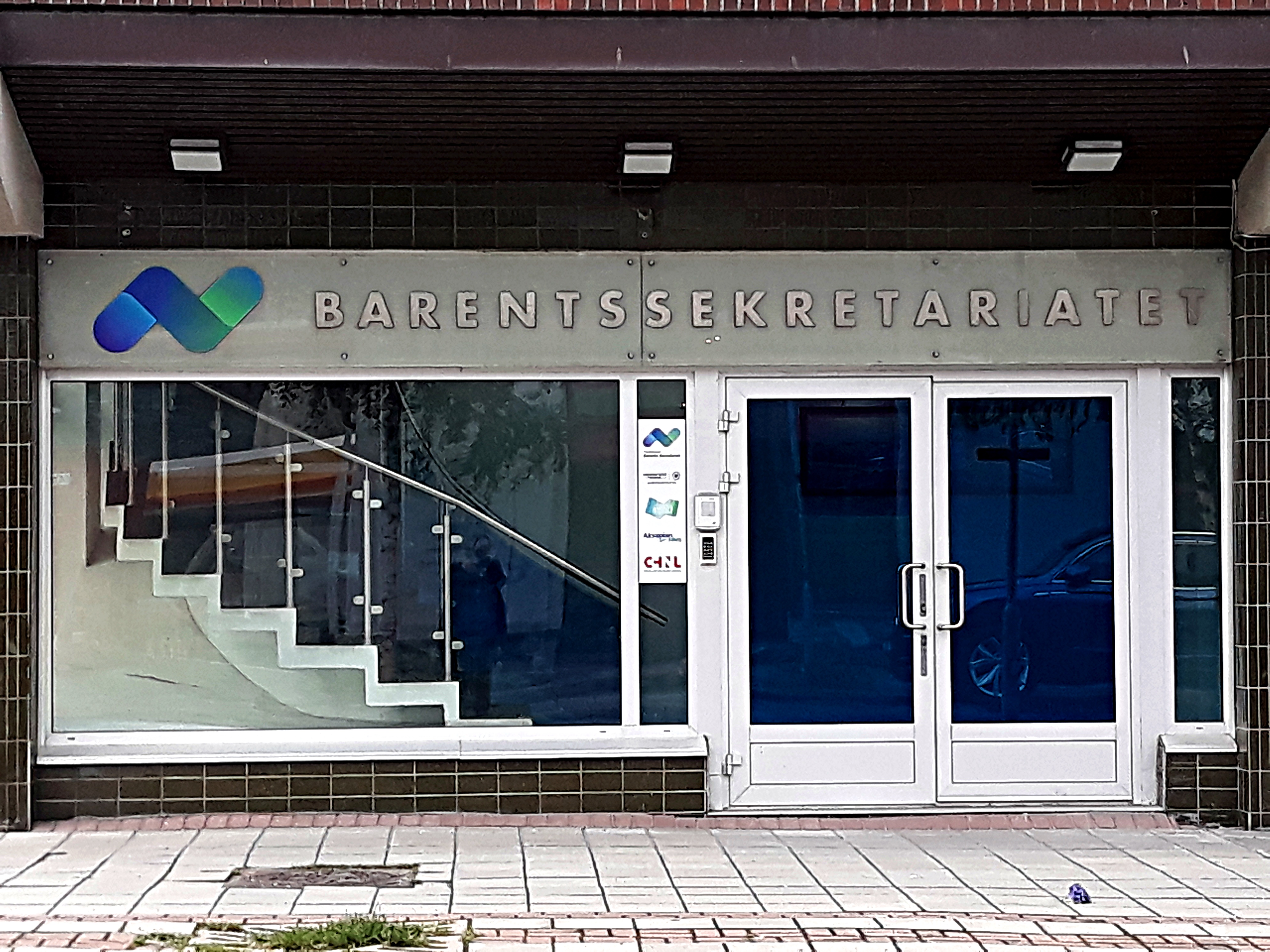
Barentssekretariatets huvudkontor

Barentssekretariatet är ett bolag som ägs av fylkena Nordland, Troms och Finnmark. Dess uppgifter är att främja och delfinansiera norsk-ryska samarbetsprojekt i Barentsregionen, att vara ett kompetenscentrum för gränsregionala frågor, samt att vara en ledande informationskanal och kunskapsförmedlare. Barentssekretariatet skapades 1993, och har sitt huvudkontor i Kirkenes. 
Finansiering upp till 70 % ges till norsk-ryska projekt inom områdena kultur, kompetens och utbildning, urfolk, näringsutveckling, miljö samt civilt samhälle och media. Det är de norska projektdeltagarna som kan ansöka om bidrag, och projekten måste ha rysk medfinansiering.
Sedan 2002 driver Barentssekretariatet en gratis nyhetstjänst, som från 2003 heter BarentsObserver. Webbplatsen publicerar dagligen nyheter från de fyra länderna i Barentsregionen, med fokus på nordområdespolitik, säkerhet, näringsliv, olja och energi, samhällsutveckling och gränsproblematik. Alla nyheter publiceras på engelska och ryska. 